# Trattato di Berlino (1921)
Il Trattato di Berlino (Treaty Restoring Friendly Relations) è una pace separata sottoscritta tra gli Stati Uniti e la Germania il 25 agosto 1921, dopo la prima guerra mondiale.
A seguito della mancata ratifica del Trattato di Versailles da parte del Senato americano, il Congresso degli Stati Uniti approvò una risoluzione congiunta il 2 luglio 1921 per porre termine allo stato di guerra. Il 25 agosto l'accordo venne sottoscritto a Berlino dall'Alto commissario per gli affari tedeschi Ellis Loring Dresel e dal ministro degli esteri della Germania Friedrich Rosen, Dresel stesso divenne ambasciatore americano in Germania a partire dal 10 dicembre, dopo il ristabilimento di normali relazioni diplomatiche.
Le ratifiche sono state scambiate l'11 novembre 1921 e il trattato entrò in vigore lo stesso giorno. Il trattato è stato registrato dalla Società delle Nazioni il 12 agosto 1922.